# C. A. B. Jubilee Tournament 1993/94
Das C. A. B. Jubilee Tournament 1993/94 (auch Hero Cup 1993/94) war ein Fünf-Nationen-Turnier, das vom 7. bis zum 27. November 1993 in den West Indies im One-Day Cricket ausgetragen wurde. Es wurde zum 60-jährigen Bestehen des bengalischen Cricket-Verbandes ausgetragen. Bei dem zur internationalen Cricket-Saison 1993/94 gehörenden Turnier nahmen neben dem Gastgeber die Mannschaften aus Simbabwe und Sri Lanka, Südafrika und den West Indies teil. Im Finale konnte sich Indien mit 102 Runs gegen die West Indies durchsetzen.

## Vorgeschichte
Sri Lanka und die West Indies spielten zuvor zusammen mit Pakistan ein Drei-Nationen-Turnier in den vereinigten Arabischen Emiraten, für die anderen Mannschaften war es die erste Tour der Saison.

## Format
In einer Vorrunde spielte jede Mannschaft gegen jede ein Mal. Für einen Sieg gab es zwei, für ein Unentschieden oder No Result einen Punkt. Die vier Gruppenersten qualifizierten sich für das Halbfinale, dessen  Sieger im Finale um den Turniersieg spielten.

## Stadien
Die folgenden Stadion wurden zur Austragung des Turniers ausgewählt.
| Stadion                            | Stadt     | Kapazität | Spiele              |
| ---------------------------------- | --------- | --------- | ------------------- |
| Sardar Patel Stadium               | Ahmedabad | 54.000    | 6. Spiel            |
| M. Chinnaswamy Stadium             | Bangalore | 42.000    | 3. Spiel            |
| Nehru Stadium                      | Guwahati  | 15.000    | 8. Spiel            |
| Lal Bahadur Shastri Stadium        | Hyderabad | 25.000    | 9. Spiel            |
| Holkar Stadium                     | Indore    | 30.000    | 7. Spiel            |
| Green Park Stadium                 | Kanpur    | 33.000    | 1. Spiel            |
| Eden Gardens                       | Kalkutta  | 82.000    | Halbfinale & Finale |
| Brabourne Stadium                  | Mumbai    | 25.000    | 4. Spiel            |
| Wankhede Stadium                   | Mumbai    | 33.000    | 2. Spiel            |
| Punjab Cricket Association Stadium | Mohali    | 35.000    | 10. Spiel           |
| Moin-ul-Haq Stadium                | Patna     | 25.000    | 5. Spiel            |

## Spiele

### Vorrunde
Tabelle
| Teams       | Sp. | S | N | U | R | NR | Punkte | NRR    |
| ----------- | --- | - | - | - | - | -- | ------ | ------ |
| West Indies | 4   | 3 | 1 | 0 | 0 | 0  | 6      | +1.055 |
| Südafrika   | 4   | 2 | 1 | 0 | 0 | 1  | 5      | +0.543 |
| Indien      | 4   | 2 | 1 | 1 | 0 | 0  | 5      | +0.082 |
| Sri Lanka   | 4   | 1 | 3 | 0 | 0 | 0  | 2      | −0.478 |
| Simbabwe    | 4   | 0 | 2 | 1 | 0 | 1  | 2      | −1.260 |

Sieg: 2 Punkte; Remis: 1 Punkte
Spiele
| 7. November Scorecard | Kanpur | Sri Lanka 203 (49.4)         | – | Indien 205-3 (44.4) |
|                       |        | Indien gewinnt mit 7 Wickets |   |                     |

| 9. November Scorecard | Mumbai | West Indies 268-8 (50)          | – | Sri Lanka 222-8 (50) |
|                       |        | West Indies gewinnt mit 46 Runs |   |                      |

| 10. November Scorecard | Bangalore | Südafrika 22-1 (9/37) | – | Simbabwe |
|                        |           | No Result             |   |          |

| 14. November Scorecard | Mumbai (BS) | Südafrika 180-5 (40/40)       | – | West Indies 139 (37/40) |
|                        |             | Südafrika gewinnt mit 41 Runs |   |                         |

| 15. November Scorecard | Patna | Sri Lanka 263-6 (50)          | – | Simbabwe 208 (49) |
|                        |       | Sri Lanka gewinnt mit 55 Runs |   |                   |

| 16. November Scorecard | Ahmedabad | West Indies 202-7 (50)                           | – | Indien 100 (28.3) |
|                        |           | West Indies gewinnt mit 69 Runs (Revised target) |   |                   |

| 18. November Scorecard | Indore | Indien 248-5 (50) | – | Simbabwe 248 (50) |
|                        |        | Unentschieden     |   |                   |

| 19. November Scorecard | Guwahati | Südafrika 214-7 (50)          | – | Sri Lanka 136 (40.1) |
|                        |          | Südafrika gewinnt mit 78 Runs |   |                      |

| 21. November Scorecard | Hyderabad | West Indies 233-9 (50)           | – | Simbabwe 99 (36.3) |
|                        |           | West Indies gewinnt mit 134 Runs |   |                    |

| 22. November Scorecard | Mohali | Indien 221 (49.2)          | – | Südafrika 178-9 (50) |
|                        |        | Indien gewinnt mit 43 Runs |   |                      |

### Halbfinale
| 24. November Scorecard | Kalkutta | Indien 195 (50)           | – | Südafrika 193-9 (50) |
|                        |          | Indien gewinnt mit 2 Runs |   |                      |

| 25. November Scorecard | Kalkutta | Sri Lanka 188-6 (50)              | – | West Indies 190-3 (41.5) |
|                        |          | West Indies gewinnt mit 7 Wickets |   |                          |

### Finale
| 27. November Scorecard | Kalkutta | Indien 225-7 (50)           | – | West Indies 123 (40.1) |
|                        |          | Indien gewinnt mit 102 Runs |   |                        |